# والتر مونديل
والتر فريدريك «فريتز» مونديل (بالإنجليزية: Walter Mondale) (5 يناير 1928 - 19 أبريل 2021) كان سياسيا ودبلوماسيا ومُحاميا أمريكيا، شغل سابقا منصب نائب رئيس الولايات المتحدة الثاني والأربعين خلال الفترة (1977-1981) في عهد الرئيس جيمي كارتر، كما كان أيضا سيناتورا من ولاية مينيسوتا خلال الفترة (1964 -1976). وكان المرشح الرئاسي عن الحزب الديمقراطي في انتخابات الرئاسة الأمريكية عام 1984 ولكنه خسر أمام رونالد ريجان الذي حقق نصرًا ساحقًا. وفاز ريغان بتسع وأربعين ولاية بينما فاز مونديل في ولايته مينيسوتا وواشنطن العاصمة.
ولد مونديل في سيلان، مينيسوتا، وتخرج في جامعة مينيسوتا في عام 1951 بعد دراسته في كلية ماكاليستر. خدم بعدها في الجيش الأمريكي خلال الحرب الكورية قبل حصوله على شهادة في القانون في عام 1956. ثم تزوج جوان آدمز في عام 1955. عمل بعدها محاميًا في منيابولس، عينه الحاكم أورفيل فريمان بمنصب النائب العام في عام 1960، وانتخب لفترة كاملة نائبا عاما في عام 1962 بنسبة 60 في المائة من الأصوات. وعينه الحاكم كارل رولفاج في مجلس الشيوخ الأمريكي بعد استقالة السيناتور هيوبرت همفري عقب انتخاب همفري نائبا للرئيس في عهد الرئيس ليندون جونسون. وانتخب مونديل بعد ذلك لولاية كاملة في مجلس الشيوخ في عام 1966 ومرة أخرى في عام 1972، استقال من منصبه في عام 1976 عندما استعد لتولي منصب نائب الرئيس في عام 1977. وخلال زمن وجوده في مجلس الشيوخ، دعم مونديل حماية المستهلك، والإسكان العادل، والإصلاح الضريبي، وإلغاء الفصل العنصري في المدارس. الأهم من ذلك أنه كان عضوا في لجنة مختارة لدراسة العمليات الحكومية فيما يتعلق بأنشطة الاستخبارات («لجنة الكنيسة»).
وفي عام 1976 اختاره جيمي كارتر ليرافقه في الترشيح الديمقراطي للرئاسة. وتمكن كارتر ومونديل من هزيمة الرئيس جيرالد فورد ونائبه بوب دول في نتيجة متقاربة. على أن ولاية كارتر ومونديل شابها تفاقم الأزمة الاقتصادية، إلا أنهما نجحا في إعادة ترشيحهما عن الحزب الديمقراطي في انتخابات عام 1980، لكنهما هزما أمام رونالد ريجان ونائبه جورج بوش الأب. وفي عام 1984 فاز مونديل بترشيح الحزب الديمقراطي للرئاسة وتكلم في حملته عن تجميد التسلح النووي وإقرار تعديل الحقوق المتساوية وزيادة الضرائب وتخفيض الدين العام الأمريكي.
بعد هزيمته من قبل ريغان، انضم مونديل إلى مكتب دورسي أند ويتني للمحاماة ومقره مينيسوتا والمعهد الديمقراطي الوطني للشؤون الدولية (1986-93). عينه الرئيس بيل كلينتون سفير البلاد في اليابان في عام 1993؛ وتقاعد في عام 1996. وفي عام 2002، ترشح مونديل لشغل مقعده القديم في مجلس الشيوخ، ووافق على أن يكون البديل الأخير في المجلس عن الديمقراطي بول ويلستون، الذي قتل في حادث تحطم طائرة خلال الأسبوعين الأخيرين من حملته الانتخابية. ومع ذلك، خسر مونديل السباق بفارق ضيق. ثم عاد للعمل في مكتب دورسي أند ويتني وظل نشطا في الحزب الديمقراطي. تولى مونديل في وقت لاحق منصب التدريس بدوام جزئي في كلية هوبيرت هومفري للشؤون العامة في جامعة مينيسوتا.

## النشأة
وُلد مونديل في سيلان بمينيسوتا، لِكلاريبيل هوپ (اسمها الثاني قبل الزواج: كاوَن) التي كانت مدرِّسة موسيقا بدوام جزئي، وثيودور سغفارد مونديل الذي كان قسيسًا ميثوديًّا. وأما أخوه غير الشقيق ليستر مونديل فكان قسيسًا توحيديًّا. وله شقيقان آخران: كلارنس المدعو پِيت (1926–2014)، ووليام المدعو مورت. كان والِدَا أبيه مهاجرَين نرويجيَّين، وأما أمه –التي كانت ابنة مهاجر من أونتاريو– فكانت من أصول إسكتلندية إنجليزية. واسم مونديل مأخوذ من موندال، وهي مدينة وادِيّة في منطقة فيارلاند النرويجية.
التحق بمدارس عامة، وكلية ماكاليستر في سانت بول، قبل أن يتحول إلى جامعة مينيسوتا، حيث نال شهادة البكالوريوس في العلوم السياسية عام 1951. لم يكن معه من المال ما يكفي ليلتحق بكلية الحقوق، فتجنّد في الجيش الأمريكي، وخدم عامين في فورت نوكس أثناء الحرب الكورية، حتى بلغ رتبة عريف. في 1955 تزوج جوان آدمز. وفي 1956 تخرج في كلية الحقوق بجامعة مينيسوتا بدعم من «قانون جي آي». أثناء دراسته في الكلية، شارك في «مجلة مينيسوتا القانونية» (Minnesota Law Review)، واشتغل كاتبًا قضائيًّا في محكمة مينيسوتا العليا في إمرة القاضي توماس غالاغر. ثم اشتغل بممارسة القانون في منيابولس، وبقي على هذه الحال 4 أعوام، قبل أن يدخل المجال السياسي.

## الدخول في السياسة
شارك مونديل في السياسة الوطنية في أربعينيات القرن العشرين. عندما بلغ 20 عامًا، كان قد برز في المجال السياسي بمينيسوتا، بعدما ساعد على تنظيم حملة هيوبرت همفري الناجحة الخاصة بمجلس الشيوخ في 1948. عينت حملة همفري مونديل لتغطية المديرية الثانية الوفية للجمهوريين. وكان مونديل قد نشأ هنالك، فاستطاع ضمها إلى صف همفري بفارق كبير.
وبعد العمل مع همفري، عمل مع عدة حملات لأورفيل فريمان: عمل في حملته غير الناجحة لانتخابات 1952 الحاكمية، وفي حملته الناجحة في 1954، وفي حملة إعادة انتخابه في 1958. وفي 1960 عيّنه الحاكم فريمان في منصب نائب مينيسوتا العامّ، بعد استقالة مايلز لورد، وحينئذ لم يكن بالغًا إلا 32 سنة، وكان يمارس القانون من 4 سنين. وأُعيد انتخابه لهذا المنصب بخالص جهده في انتخابات 1962.
أثناء اشتغاله بمنصب نائب مينيسوتا العام، كانت محكمة أمريكا العليا تنظر في قضية «غِديون وواينرايت» (التي أثبتت للمدعَى عليهم في المحاكم الوِلائية حق الحصول على محامين). أعدّ المعارضون لهذا الحق مذكرة «صديق محكمة» تعرض نوابًا ولائيِّين عامِّين يؤيدون موقفهم، فأعدّ مونديل مذكرة مضادة فيها نوّاب أكثر كثيرًا يؤيدون حق المدعى عليهم. واصل مونديل أيضًا التحقيق مع عمدة منيابولس السابق مارفين كلاين، وفي سوء إدارة مؤسسة الأخت كيني.
في مؤتمر 1964 الوطني الديمقراطي لعب مونديل دورًا كبيرًا في التسوية المقترَحة (التي لم تنجح في الآخر) التي عرض فيها الحزب الديمقراطي الوطني على حزب الحرية الديمقراطي مقعدَين عموميَّين.
كان مونديل أيضًا عضوًا في المجلس الرئاسي الاستشاري للمستهلِك من 1960 إلى 1964.

## عضوية مجلس الشيوخ الأمريكي
في 30 ديسمبر 1964 عيَّن الحاكم كارل رولفاغ مونديل في مجلس الشيوخ الأمريكي، لملء فراغ هيوبرت همفري الذي استقال بعد انتخابه نائبًا رئاسيًّا. انتُخب مونديل لمجلس الشيوخ أول مرة في 1966، متغلبًا على المرشح الجمهوري روبرت فورسايث بنسبة 53.9% مقابل 45.2%.
في 1972 عرض المرشح الديمقراطي جورج ماكغفرن على مونديل فرصة أن يكون نائبًا رئاسيًّا فيرافقه في حملته، لكن مونديل رفض. في ذلك الوقت فاز مونديل بإعادة انتخابه لمجلس الشيوخ، بنسبة 57%، مع أن الرئيس نيكسون فاز بمينيسوتا. كان نائبًا في الكونغرس الأمريكي لأعوام: 88 و89 و90 و91 و92 و93 و94.

### سياسات
كافح مونديل لتأسيس مِحور للحزب في القضايا الاقتصادية والاجتماعية. وخلافًا لأبيه الليبرالي المتحمس، لم يكن هو متحمسًا «للصفقة الجديدة»، وإنما لاحظ أن القاعدة الديمقراطية تتحول تدريجيًّا إلى اليمين –ولا سيما أقليات عمال الياقات الزرقاء، فسعى للحفاظ على دعمهم. لم يُبد مونديل اهتمامًا يُذكر بالشؤون الخارجية حتى نحو 1974، إذ أدرك أنه لا بد له من بعض المعارف إن كان يتطلع إلى ما هو أعلى من مجلس الشيوخ.

## روابط خارجية
- والتر مونديل على موقع IMDb (الإنجليزية)
- والتر مونديل على موقع الموسوعة البريطانية (الإنجليزية)
- والتر مونديل على موقع مونزينجر (الألمانية)
- والتر مونديل على موقع ميوزك برينز (الإنجليزية)
- والتر مونديل على موقع إن إن دي بي (الإنجليزية)
- والتر مونديل على موقع ديسكوغز (الإنجليزية)
- والتر مونديل على موقع قاعدة بيانات الفيلم (الإنجليزية)
- والتر مونديل على موقع كينوبويسك (الروسية)
- والتر مونديل على موقع أوليمبيديا (الإنجليزية)